# 杜利 (北卡羅萊納州)
杜利（英語：Doolie）是位於美國北卡羅萊納州艾爾代爾縣的非建制地區。

## 歷史
杜利的郵局於1881年設立，其後於1903年停運。

## 地理
杜利所處的海拔為高於海平面265米（即869英呎），而該地所採用的時區為UTC-5，即北美东部时区（EST）。同時該地設有夏令時間，為UTC-5調快一小時，即UTC-4（EDT）。